# Filipstads bergslags bibliotek
Filipstads bergslags bibliotek är ett av Sveriges äldsta folkbibliotek, grundat 1833 av Bergmästaren Franz von Scheele som även grundade Bergsskolan 1830. 
Biblioteket ligger i Folkets Hus, Viktoriagatan 8, ett par hundra meter från Bejemarks Ferlinstaty. Kombinerad Filial/skolbibliotek finns i Stålvallaskolan , Lesjöfors. Biblioteket är en del av Bibliotek Värmland.